# Boîte de Cornell

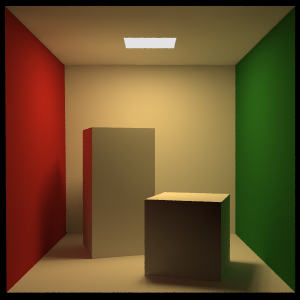
Boîte de Cornell

La boîte de Cornell est un concept d'imagerie de synthèse informatique.

## Principe
La boîte de Cornell est un procédé graphique permettant de comparer les performances d'un moteur de rendu graphique informatique (Mental Ray, Vray, Yafray, POV-Ray, Arnold, etc.) d'images de synthèse avec une photographie réelle qui sert d'étalonnage. Ce principe repose sur des règles précises (notamment dosage des couleurs, positionnement des objets…) et permet de rendre compte des capacités du système informatique.
Elle est également couramment utilisée pour tester un moteur de rendu ; sa forme, la position de la source de lumière, les couleurs des faces latérales permettent de visualiser facilement plusieurs phénomènes d'un rendu tel que l'illumination globale (GI), les caustiques de réflexion ou de réfraction.

## Histoire
Créée à l'origine par Cindy M. Goral, Kenneth E. Torrance, Donald P. Greenberg, de l'université Cornell, aux États-Unis, la boîte de Cornell est aujourd'hui l'une des meilleures manières de connaître le degré de fidélité d'un rendu graphique par rapport à la réalité. En parallèle, d’autres modèles ont eu cours, certains antérieurs, d’autres postérieurs : la Théière de l'Utah (antérieur), le lapin de Stanford ou la photographie Lenna. Cependant, ces autres modèles n’ont pas la même vocation : la boîte de Cornell est un étalon pour tester la qualité des moteurs de rendu, de façon objective ; ces autres modèles sont des modèles de démonstration.